# Hombres por hombres (en los subterráneos hacia la libertad)
 Hombres por hombres (en los subterráneos hacia la libertad) es una película de Argentina dirigida por Roberto Jorge Berardi que se estrenó el 17 de noviembre de 1983 en la ciudad de Córdoba y que tuvo como actriz principal a Laura Cikra.
La película fue producida entre 1980 y 1982 en 16 mm y después de su estreno fue proyectada en cineclubes y salas alternativas, llegando a Buenos Aires recién en 1986 en que fue exhibida en el Centro Cultural San Martín.

## Sinopsis
Un muerto es el narrador que cuenta la historia de su pueblo y del mundo que vivió y se refiere al mundo que desea.

## Reparto
- Laura Cikra

## Comentarios
En La Razón el director del filme dijo:

«Cuando el personaje afirma que la libertad no existe ésa era la mejor manera de sacudir el debate en aquel momento.»